# Giacomo Puccini

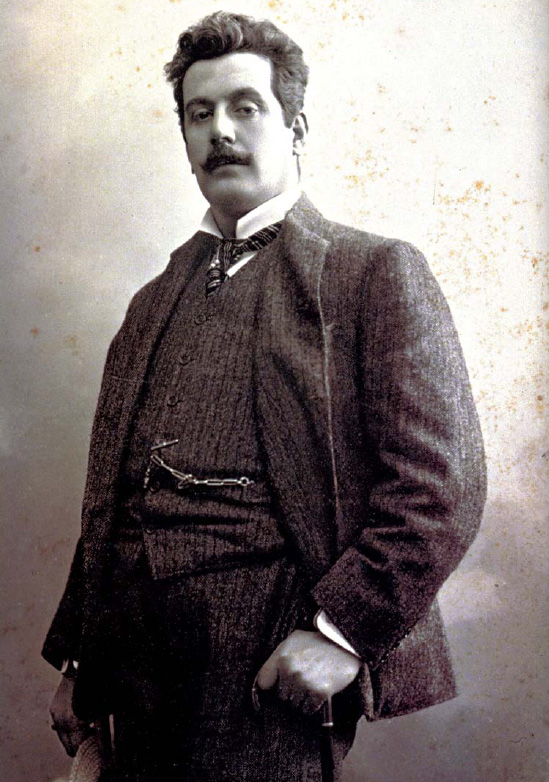
Mario Nunes Vais: Giacomo Puccini

Giacomo Antonio Domenico Michele Secondo Maria Puccini (22. prosince 1858 Lucca – 29. listopadu 1924 Brusel) byl italský operní skladatel, představitel verismu. Jeho opery se těší trvalému zájmu publika a patří mezi nejčastěji provozovaná díla na celém světě. K nejznámějším patří Bohéma (1896), Tosca (1900), Madam Butterfly (1904) a Turandot (1924).

## Mládí
Narodil se v Lucce v Toskánsku v rodině, která se zabývala hudbou již po pět generací. Byl šestým z devíti dětí. Rodiče se jmenovali Michele Puccini a Albina roz. Magi. Jeho otec byl varhaníkem, učitelem a skladatelem chrámu sv. Martina v Lucce a tato funkce se v rodině dědila již od roku 1739. Údajně zkomponoval dvě opery, které se nedochovaly, ale je známa řada jeho chrámových a komorních skladeb. Otec zemřel, když bylo Giacomovi pět let, zanechal po sobě těhotnou mladou ženu a šest dětí. Proto byl chlapec dán na vychování ke svému strýci Fortunato Magimu, který byl také hudebníkem. Mlčky se předpokládalo, že jakmile dosáhne patřičného vzdělání a věku, nastoupí na místo po svém otci v Lucce.
Fortunato Magi se stal ředitelem Paciniho hudebního ústavu a jeho synovec byl i jeho žákem. Strýc však neměl o chlapci valné mínění a stěžoval si na jeho neukázněnost a nedostatek disciplíny. Dokonce požadoval po matce, aby ho ze školy vzala, neboť prý nepatří do seriózního ústavu. Situace se vyřešila změnou učitele. Novým profesorem harmonie a skladby se stal Carlo Angeloni, který byl původně sám žákem jeho otce. Angeloni měl patrně zásadní vliv na jeho další zaměření. Velice miloval operu a seznámil svého žáka mimo jiné s díly Giuseppe Verdiho. Puccini šel v roce 1876 pěšky z Luccy do Pisy (cca 30 km), aby zhlédl představení Verdiho Aidy. Tento zážitek definitivně rozhodl, že nebude následovat dráhu vytyčenou jeho předky. Podle jeho vlastních slov se mu při poslechu Aidy otevřelo okno do hudebního světa.
Po absolvování hudebního ústavu v Lucce v roce 1880 pokračoval ve studiu na milánské konzervatoři u Amilcare Ponchielliho a Antonia Bazzini. V témže roce se vyrovnal s dědictvím svých předků a zkomponoval slavnostní mši Messa di Gloria. Mše svým způsobem předznamenala jeho dráhu operního skladatele, neboť sólové árie spíše připomínají operu než chrámovou hudbu. Puccini studoval konzervatoř tři roky a sdílel pokoj s Pietrem Mascagnim. Ani v Miláně se nevyhnul výtkám na svoji neukázněnost a špatnou docházku,. Vzhledem k neutěšeným finančním poměrům rodiny si musel na náklady studia sám vydělat. Konservatoř dokončil v roce 1883 a jeho absolventská práce, Capriccio sinfonico, byla příznivě přijata.
Jeho pobyt v Miláně byl důležitý zejména s ohledem na celoživotní přátelství se skupinou umělců a intelektuálů, kteří si říkali Scapigliatura. Mezi ně patřil například Mascagni a zejména jeho první libretista Ferdinando Fontana.

## Operní skladatel
Již v době studií zkomponoval pro soutěž vyhlášenou nakladatelem Sonzognem jednoaktovou operu Le Villi na libreto Ferdinanda Fontany. Byla provedena až v roce 1884, zato však s mimořádným úspěchem. V milánské La Scale byla inscenována 24. ledna 1885. Povšiml si jí i známý hudební nakladatel Giulio Ricordi a objednal u skladatele další operu Edgar. Měla v La Scale premiéru 21. dubna 1889. Již nebyla tak úspěšná a byla stažena po třech představeních, ale Ricordi tušil, že sází na správného koně a stále jej finančně podporoval, navzdory radám svých přátel. Tato finanční investice se mu vyplatila po mimořádném úspěchu premiéry třetí Pucciniho opery Manon Lescaut v divadle Teatro regio v Turíně v roce 1893. Puccini si libreto tentokrát napsal sám, po zkušenostech s Edgarem, jehož neúspěch byl libretu (opět Fontanově) přičítán. Dokonce prohlásil, že si již nenechá "žádným bláznivým libretistou" své dílo zkazit, čímž na Fontanu poměrně tvrdě zaútočil. Ricordi Pucciniho přesvědčil, aby přijal jako libretistu Ruggera Leoncavalleho, ale Puccini brzy požádal o jeho vyřazení z projektu. Nakonec se na opeře vystřídali čtyři libretisté. Při těchto tahanicích nakladatelský dům tlačil na Ricordiho, aby konečně přestal problémového Pucciniho podporovat, on tak ale neučinil. Po londýnské premiéře Manon Lescaut v roce 1894 George Bernard Shaw uvedl, že právě Puccini se více než kdo jiný může stát Verdiho nástupcem.
Při práci na opeře Manon Lescaut se Puccini usadil v malé obci Torre del Lago na břehu jezera Massaciuccoli. Později zde postavil vilu a žil a tvořil zde téměř 30 let. Zde vznikly jeho opery La Bohème (Turín, Teatro Regio, 1896), Tosca (Řím, Teatro Costanzi, 1900) a Madame Butterfly (Brescia, Teatro Grande, 1904). Dnes je tato vila Pucciniho muzeem a v kapli, která je součástí vily je Giacomo Puccini i se svou rodinou pohřben. Vila se nachází ve vlastnictví Pucciniho vnučky Simonetty Puccini a je veřejně přístupná.

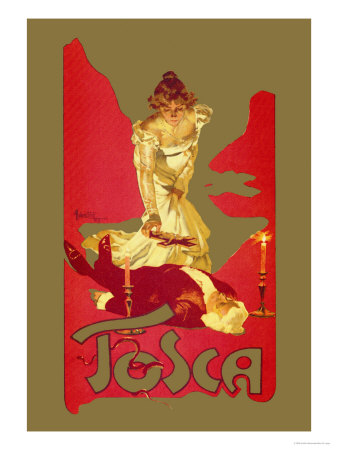
Originální plakát na operu Tosca

Jak se postupně stal celosvětově známým, cestoval po operních domech v Evropě i Americe, aby asistoval u zkoušek a účastnil se premiérových představení. Spřátelil se s dirigentem Arturem Toscaninim, se kterým úzce spolupracoval na uvádění svých oper, prvně v případě Bohémy, jejíž premiéru v Turíně roku 1896 Toscanini dirigoval. Dostali se údajně do sporu pouze jednou, a to když při přípravě premiéry opery Děvče ze zlatého Západu v Metropolitní opeře v New Yorku oba zahrnuli víc než pouhou přízní českou pěvkyni Emu Destinnovou, která zpívala hlavní roli.
Bohéma byla předmětem sporu se skladatelem Ruggierem Leoncavallem. Na začátku roku 1893 oba skladatelé zjistili, že píší operu na základě stejné Murgerovy knihy. Leoncavallo zahájil svou práci jako první a on a jeho hudební vydavatel tvrdili, že mají tudíž přednost. Puccini odpověděl, že zahájil svou vlastní práci, aniž by věděl o Leoncavallově projektu, a napsal: „Ať skládá on i já. Diváci se rozhodnou.“ Pucciniho opera měla premiéru rok před Leoncavallovou. Pucciniho verze si získala trvalou oblibu publika, zatímco Leoncavallova rychle upadla v zapomnění.
Tosca je považována za první Pucciniho veristickou operu, tedy takovou, která realisticky zobrazuje mnoho aspektů skutečného života, včetně násilí. Pucciniho také prvně sáhl k wagnerovským leitmotivům.
Po roce 1904 se jeho tvorba zvolnila. Snad na tom měly svůj podíl i dramatické události v rodině. On sám měl velkou vášeň pro rychlé automobily a v roce 1903 utrpěl těžkou autohavárii, kterou jen zázrakem přežil. Byl zaklíněn pod vozidlem, s těžkou zlomeninou pravé nohy a s částí auta, která tlačila na jeho hruď. Z trosek ho zachránil lékař žijící shodou náhod poblíž místa nehody. Zranění se nehojilo dobře a Puccini zůstal v léčbě několik měsíců. Při lékařských prohlídkách, které podstoupil, bylo také zjištěno, že trpí cukrovkou. Později (1909) jeho žena Elvíra ze žárlivosti falešně obvinila služebnou Doriu Manfrediovou z poměru s ním. Nešťastná dívka spáchala sebevraždu, rodina Manfrediů Elvíru zažalovala a on musel uhradit škody. Konečně když v roce 1912 zemřel jeho nakladatel a dlouholetý přítel Giulio Ricordi, téměř ukončil svoji skladatelskou činnost. Pokusil se ještě o žánr na pomezí operety, pokus však nebyl úspěšný a opera Vlaštovka (1917) je obecenstvu prakticky neznámá. Posledním dokončeným dílem se stal triptych jednoaktovek: Plášť, Sestra Angelika a Gianni Schicchi, které měly premiéru roku 1918 v New Yorku.

## Poslední léta
V roce 1919 opustil Torre de Lago, neboť dříve klidné prostředí zcela zničila hlučná továrna na těžbu a zpracování rašeliny. Od roku 1924 ho trápilo onemocnění hrtanu, které bylo později diagnostikováno jako rakovina. Přesto tvrdě pracoval na opeře Turandot, která měla završit jeho celoživotní dílo. Nepodařilo se mu ji dokončit. V průběhu roku 1924 se jeho onemocnění výrazně zhoršovalo. Odjel proto do Bruselu, kde se 24. listopadu odmítl podrobit operaci. Lékaři na něm experimentálně vyzkoušeli radioterapii. Zákrok se podařil, všechno vypadalo slibně, ale skladatelovi vypovědělo srdce a o pět dní později zemřel.
Zpráva o jeho smrti se dostala do Říma v průběhu představení Bohémy. Představení bylo zastaveno a orchestr zahrál stojícímu publiku pohřební pochod z druhé klavírní sonáty b-moll Frederyka Chopina. Nejprve byl pohřben v Miláně, ale v roce 1926 nechal jeho syn převést jeho ostatky do kaple vybudované v jeho oblíbené vile v Torre del Lago.
Poslední dvě scény opery Turandot dokončil podle jeho náčrtků až skladatel Franco Alfano. Premiéru uvedl Arturo Toscanini v dubnu roku 1926, avšak provedl pouze tu část, kterou zkomponoval Puccini. Po doznění posledních tónů se otočil k publiku a pravil: „Zde Mistr odložil své pero“. V roce 2001 se opera dočkala nového dokončení skladatelem Luciano Berio. Ne vždy jsou však i současné inscenace opery uváděny s těmito dodatky.

## Pucciniho styl
Hodnocení jeho díla bylo vždy jablkem sváru mezi hudebními vědci a publikem. Zatímco obecenstvo obdivovalo silné dramatické příběhy, hudbu působící na city posluchačů a nádherné melodie vycházející z nejlepších tradic italského bel canta, muzikologové ve své většině považovali jeho styl za prohřešek proti dobrému vkusu. Poukazovali na to, že neakceptoval nic z vývoje hudby na přelomu 19. a 20. století. Uvážíme-li, že byl současníkem Igora Stravinského, Arnolda Schoenberga či Antona Weberna, pak na tomto tvrzení je určitě mnoho pravdy. Na druhé straně se tak ale dostáváme k věčné otázce, na kterou lze jen těžko najít odpověď: zda má hudba sloužit ku potěšení posluchače či k řešení tvůrčích problémů skladatele či všehomíra.
Puccini vychází z tradice Verdiho, ale je zřetelně poučen operami Richarda Wagnera. Odvrhl dělení opery na sled jednotlivých árií. Opera je u něj kontinuálním tokem hudby a zpěvu. Vynalézavá instrumentace navozuje a dokresluje charakter scény i děje a zdůrazňuje jeho dramatické momenty. Stejně jako Wagner používá charakteristických „leitmotivů“ k označení postav či děje. Snad na rozdíl od Richarda Wagnera, který tyto motivy dále rozpracovává, on je ponechává v nezměněné podobě, což možná jen zdůrazňuje dramatickou jednotu děje.
Měl neobyčejný melodický dar. Jeho melodie jsou snadno zapamatovatelné a velmi působivé. Kromě toho jsou mimořádně vděčné i pro zpěváky. Těžko lze nalézt dnes sólistu na jehož CD by nebyla alespoň jedna Pucciniho árie. Některé z nich doslova znárodněly. Připomeňme např. Quando me'n vo' (Valčík Musetty) z Bohémy, nebo E lucevan le stelle z Tosky či nesmrtelné Nessun dorma z opery Turandot.

## Politika
Na rozdíl od Wagnera a Verdiho nebyl Puccini politicky aktivní. Pucciniho životopisec Mary Jane Phillips-Matz napsal: „Během první světové války a jejích bezprostředních následků byl Pucciniho zájem o politiku téměř na nule. Vypadal téměř lhostejný ke všemu, od voleb starosty ve Viareggiu až po jmenování kabinetu v Římě.“ Jiní životopisci nicméně spekulují, že Puccini mohl být monarchistou.
Je známo, že dlouholeté a blízké přátelství Pucciniho s Toscaninim bylo téměř na deset let přerušeno kvůli hádce z léta 1914 (v úvodních měsících války), během níž Puccini poznamenal, že kdyby se Itálie připojila k Německu, mohla by těžit z německých organizačních schopností. Puccini byl během války také kritizován za spolupráci s rakouským divadlem (smlouva byla podepsána již roku 1913 a po kritice ji Puccini zrušil).
V roce 1919 byl Puccini pověřen zkomponováním ódy na počest vítězství Itálie v první světové válce. Dílo Inno a Roma mělo mít premiéru 21. dubna 1919, během oslav výročí založení Říma. Ačkoli nebylo napsáno pro fašisty, hojně se později hrálo během fašistických přehlídek a veřejných akcí. Těsně před smrtí se Puccini několikrát setkal s Benitem Mussolinim, patrně hledal podporu pro svůj projekt založení národního divadla ve Viareggiu (který se nikdy nerealizoval). V roce 1923 místní organizace fašistické strana ve Viareggiu udělala z Pucciniho čestného člena a poslala mu členskou kartu. Důkazy o tom, že by Puccini byl vědomě členem fašistické strany, jsou však nejednoznačné.
Několik měsíců před smrtí byl Puccini jmenován doživotním senátorem, patrně zejména díky Mussoliniho vlivu. Puccini však již nežil, když Mussolini ve svém projevu před Poslaneckou sněmovnou dne 3. ledna 1925 oznámil konec zastupitelské vlády a začátek fašistické diktatury. Fašisté nicméně Pucciniho dílo po jeho smrti adorovali.

## Opery
- Le Villi (31. května 1884 Milán)

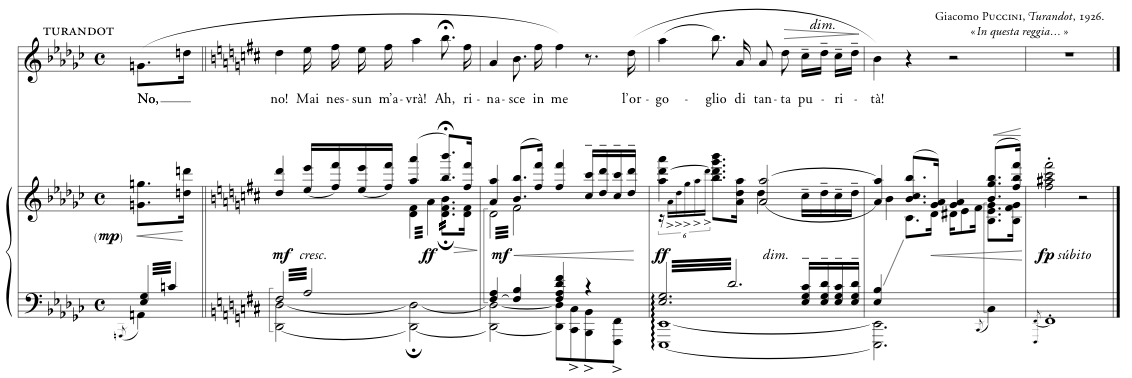
Árie Turandot: "No, No! Mai nessun ..."

- Le Villi (přepracovaná verze - 26. prosince 1884 Turín)
- Edgar (21. dubna 1889 Milán)
- Edgar [rev] (28. února 1892 Ferrara)
- Manon Lescaut (1. února 1893 Turín)
- La bohème (1. února 1896 Turín)
- Tosca (14. ledna 1900 Řím)
- Madama Butterfly (17. února 1904 Milán)
- Madama Butterfly (přepracovaná verze - 28. května 1904 Brescia)
- Edgar (znovu přepracovaná verze - 8. července 1905 Buenos Aires)
- Madama Butterfly (přepracovaná verze - 10. července 1905 Londýn)
- Madama Butterfly (přepracovaná verze - 28. prosince 1905 Paříž)
- La fanciulla del West – Děvče ze zlatého západu (10. prosince 1910 New York)
- La rondine - Vlaštovka (27. března 1917 Monte Carlo)
- Il trittico - Triptych (14. prosince 1918 New York):
  - Il tabarro - Plášť:
  - Suor Angelica - Sestra Angelika
  - Gianni Schicchi
- Turandot (25. dubna 1926 Milán S)

## Další díla
- Messa (známá jako Messa di Gloria, Lucca, 1880)
- Preludio Sinfonico in A major (Milán, 1882)
- Capriccio Sinfonico (Milán, 1883)
- Crisantemi (smyčcový kvartet, 1890, "Alla memoria di Amadeo di Savoia Duca d'Aosta")
- Minuetto n.1 (smyčcový kvartet, 1892, "A.S.A.R. Vittoria Augusta di Borbone, Principessa di Capua")
- Minuetto n.2 (smyčcový kvartet, 1892, "All'esimio violinista prof. Augusto Michelangeli")
- Minuetto n.3 (smyčcový kvartet, 1892, "All'amico maestro Carlo Carignani")